# Rymättylä
Rymättylä (/ˈrymætːylæ/), hay Rimito trong tiếng Thụy Điển, là một đô thị của Phần Lan.
Vị trí ở tỉnh của Tây Phần Lan thuộc vùng Tây Nam Phần Lan. Đô thị này có dân số 1.999 (thời điểm ngày 31 tháng 12 năm 2004)và diện tích 150,11 km² trong đó có 3,66 km² là diện tích mặt nước. Mật độ dân số là 13,65 người trên mỗi km².
Dân đô thị này chỉ sử dụng tiếng Phần Lan